# Kanton Monthermé
Monthermé is een voormalig kanton van het Franse departement Ardennes. Het kanton maakte deel uit van het arrondissement  Charleville-Mézières. Het kanton werd op 22 maart 2015 opgeheven en de gemeenten werden opgenomen in een nieuw kanton Bogny-sur-Meuse.

## Gemeenten
Het kanton Monthermé omvatte de volgende gemeenten:
- Bogny-sur-Meuse
- Deville
- Haulmé
- Les Hautes-Rivières
- Laifour
- Monthermé (hoofdplaats)
- Thilay
- Tournavaux